# Задонье (Тульская область)
Задонье — упразднённый рабочий посёлок в Тульской области, Россия. В 2005 году включен в состав города Донской.

## История
Задонье получил статус посёлка городского типа в 1934 году. В 1934—1937 и 1942—1957 годах входил в Донской район Московской области, в 1937—1942 и 1957—1963 — в Донской район Тульской области, с 1963 года находился в административном подчинении городу Донской. В 1946 году из части посёлка Задонье был образован посёлок Северо-Задонский. В 2005 году пгт Задонье вошёл в черту города Донской.

## Население
| 1939   | 1959  | 1970  | 1979  | 1989  | 2002  |
| ------ | ----- | ----- | ----- | ----- | ----- |
| 12 762 | ↘6224 | ↘4450 | ↘3213 | ↘2318 | ↘1451 |